# Родионовская, Наталья Юрьевна
Наталья Юрьевна Родионовская (5 декабря 1959, Москва, Россия) — московская художница, член Международной федерации художников ЮНЕСКО (с 1990), член Московского Союза художников (с 1999). Работы художницы находятся в частных и корпоративных коллекциях в России, Германии, Франции, Голландии, США, Канада, Испании и Японии.

## Биография
Наталья Родионовская родилась 5 декабря 1959 года в Москве. В 1977 году она закончила Московскую художественную школу № 1, а в 1985 году окончила МАРХИ. C 1990 года — член Международной федерации художников ЮНЕСКО. С 1999 года — член Московского Союза художников.